# Szuperhatalom

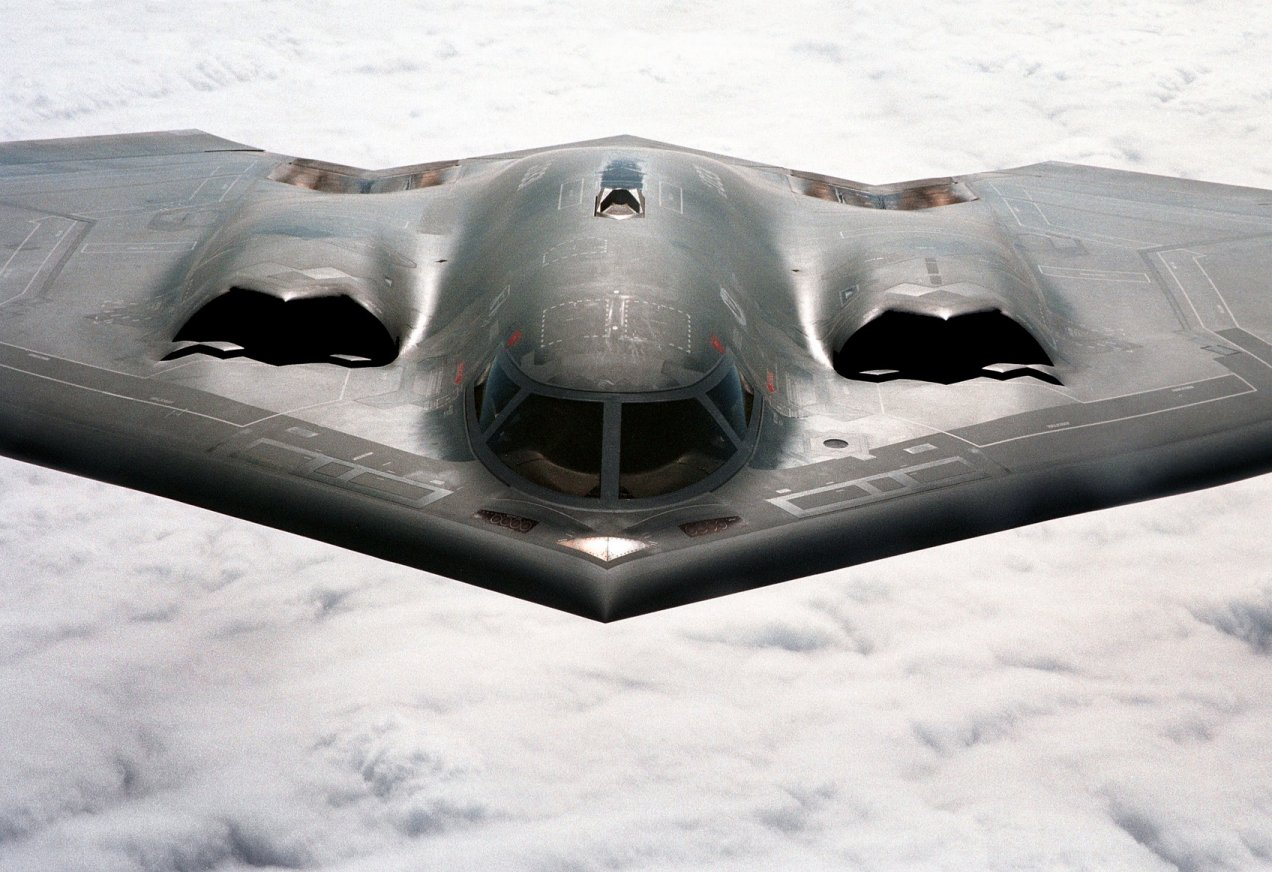
Amerikai B-2 bombázógép. A szuperhatalmi státusz egyik szimbóluma a fejlett haditechnológia és annak termékei.

A szuperhatalom olyan állam, amely gazdasági, katonai és diplomáciai képességével az egész világon képes érdekeinek érvényesítésre, így az egész világ eseményeire képes jelentős hatást gyakorolni. A fogalom túlmutat a nagyhatalmakén; a kifejezést magát először a Szovjetunióra, az Egyesült Államokra és a Brit Birodalomra használták 1943-ban.

## A hidegháború idején
A második világháború után a szövetségesek közül kiemelkedő két szuperhatalom, a Szovjetunió és az Egyesült Államok szembenállása a hidegháború kialakulásához vezetett. Ez idő alatt a Brit Birodalom lassanként önálló államokra esett szét, s vezető szerepét a szuezi válság (1956) kapcsán egyértelműen elvesztette. (A békekötés lényegében szovjet–amerikai megállapodás volt a status quo megtartásáról.) Európa nagy része is vagy az Egyesült Államokhoz, vagy a Szovjetunióhoz csatlakozott. Ezekkel a szövetségekkel kétpólusú világ jött létre, szemben a korábbi többpólusú világgal.

## A Szovjetunió felbomlása után
A Szovjetunió felbomlásával (1991) annak legnagyobb utódállama, Oroszország, nagyhatalmi szintre esett vissza, így az Egyesült Államok maradt az egyetlen szuperhatalom, ezért a világ jelenleg alapvetően egypólusú. Ebből eredően az Egyesült Államokat időnként hiperhatalomként is nevezik.
Gazdasági potenciálja alapján a világ több térsége is potenciálisan szuperhatalommá válhat a nem túl távoli jövőben, különösen az Európai Unió, Kína és India. Ezeket általában emelkedő vagy feltörekvő szuperhatalom összefoglaló néven említik. Akadnak az Egyesült Államok szuperhatalmi státuszának elveszítésére vonatkozó jóslatok is.

## Kritika
Egyes vélemények szerint szuperhatalmak ma egyáltalán nem léteznek, mivel a világpiac és a nemzetek növekvő egymásrautaltsága miatt a szuperhatalom fogalma már nem alkalmazható, a világ pedig multipoláris.

## A jelenlegi nagyhatalmak listája
・Szuperhatalom：Amerikai Egyesült Államok
・Nagyhatalmak：Oroszország, Kína, Egyesült Királyság, Japán, Franciaország